# انتونی دیویس
انتونی مارشون دیویس پسر (انگلیسی: Anthony Marshon Davis Jr.؛ زادهٔ ۱۱ مارس ۱۹۹۳) بازیکن بسکتبال اهل ایالات متحده آمریکا است که هم‌اکنون برای تیم دالاس ماوریکس در ان‌بی‌ای بازی می‌کند. او در پست فوروارد قدرتی و در میانه بازی میکند. دیویس هفت بار در مسابقات بازی آل-استار ان‌بی‌ای حضور داشته. او در اولین فصل حضور در لیکرز ، یک قهرمانی NBA را در سال 2020 به دست آورد.